# 上龜山站
上龜山站（日语：／ Kami-Kameyama eki */?）是位於福岡縣糟屋郡志免町大字別府，日本國有鐵道（國鐵）勝田線的鐵路車站（廢站）。

## 歷史
- 1919年（大正8年）5月20日：筑前參宮鐵道（日语：筑前参宮鉄道）開設此站[1]。當時此站為一般車站[1]。
- 1942年（昭和17年）
  - 9月19日：九州電氣軌道（日语：九州電気軌道）收購合併另外4間公司（包含筑前參宮鐵道），成為九州電氣軌道宇美線的車站。
  - 9月21日：九州電氣軌道改名為西日本鐵道。
- 1944年（昭和19年）5月1日：在戰時收購私鐵下，九州電氣軌道宇美線被國有化[1]。成為運輸通信省（後來為日本國有鐵道）勝田線的車站。
- 1961年（昭和36年）12月21日：結束貨運業務[1]。
- 1967年（昭和42年）4月1日：結束行李起卸業務[1]。
- 1985年（昭和60年）4月1日：勝田線被廢除，此站也被廢除[1]。

## 車站構造
此站是地面車站，設有1面1線的單式月台。此站的月台高度較一般車站低。

## 現狀
所有車站設施已經被撤走。遺址建設了「上龜山站跡公園」。

## 相鄰車站
日本國有鐵道（國鐵）
勝田線
御手洗－上龜山－志免
在此站和志免站之間曾設有南里停留場（1919年10月12日啟用），後來在國有化時被廢除。

## 注腳
1. 1 2 3 4 5 6  石野哲（編）. . JTB. 1998: 698. ISBN 978-4-533-02980-6 （日语）.

## 相關項目
- 日本鐵路車站列表 Ka